# Nazionale di quidditch del Belgio
La nazionale belga di quidditch  o griffyns belga (olandese: Belgische Griffionen, francese: Griffons Belges, tedesco: Belgische Greyfen) è la squadra che rappresenta il Belgio nel quidditch. Il team fu fondato nel 2014 in occasione degli IQA Global Games 2014. La squadra è supervisionata dal BQF. Il nome gryffinon e il logo derivano dalla combinazione dei due simboli della comunità belga: il gallo vallone e il leone fiammingo.

## Colori e simboli

### Divise
| Casa | Trasferta                                                               |
| Manica sinistra · Manica sinistra · Maglietta · Maglietta · Manica destra · Manica destra · Pantaloncini · Calzettoni · Calzettoni | Manica sinistra · Maglietta · Manica destra · Pantaloncini · Calzettoni |
| Nessun fornitore |                                                                         |